# Caixas
Caixas – miejscowość i gmina we Francji, w regionie Oksytania, w departamencie Pireneje Wschodnie.
Według danych na rok 1990 gminę zamieszkiwały 84 osoby, a gęstość zaludnienia wynosiła 3 osoby/km² (wśród 1545 gmin Langwedocji-Roussillon Caixas plasuje się na 817. miejscu pod względem liczby ludności, natomiast pod względem powierzchni na miejscu 225.).

## Populacja

Populacja Caixas w latach 1962–2008